# Жуйка для рук

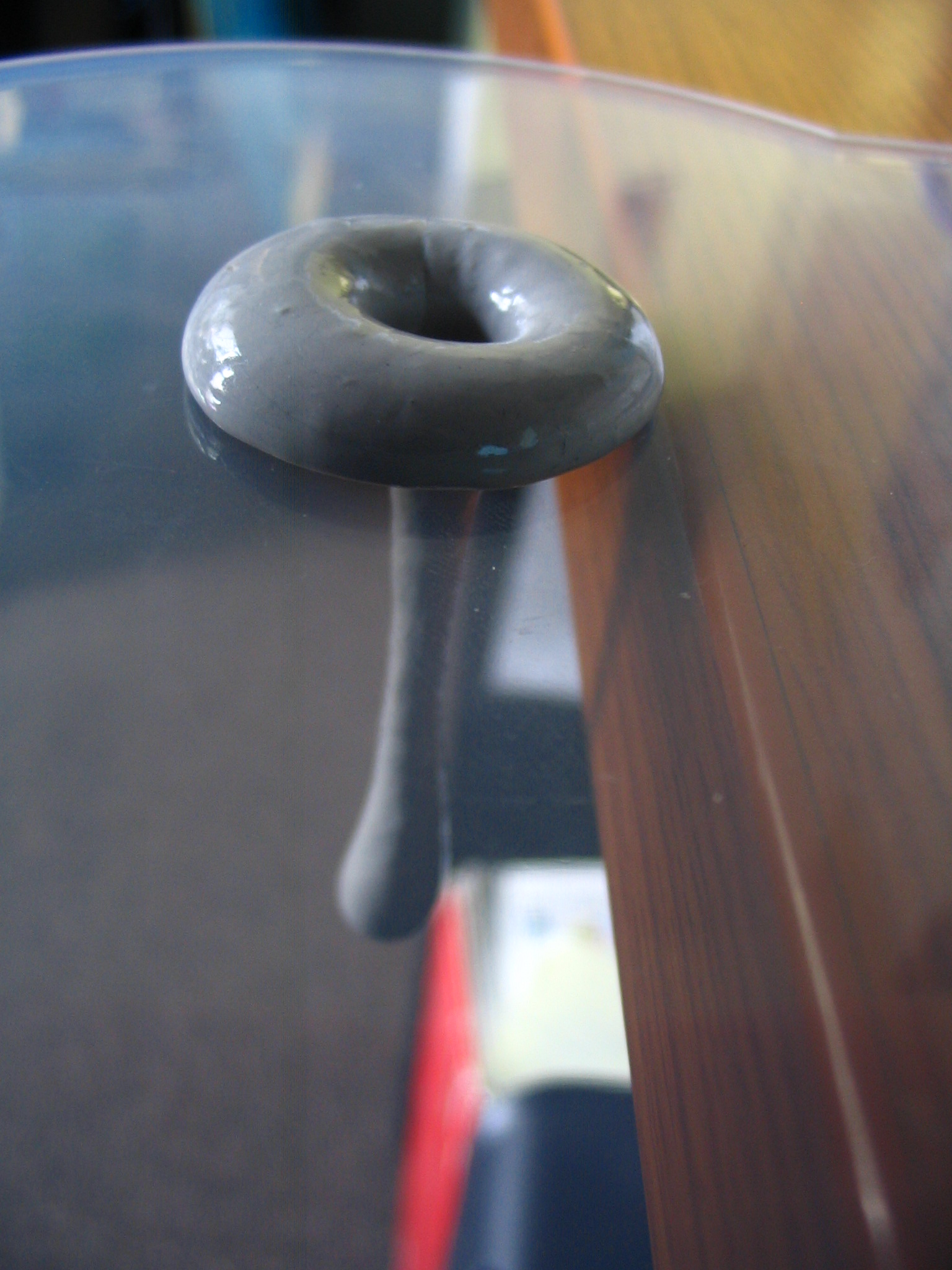
Протікання крізь отвір

Жуйка для рук — пластична іграшка на основі кремнійорганічного полімеру, що була створена в 1943 році шотландським вченим Джеймсом Райтом. Полімер зі своєрідними властивостями був отриманий ним як побічний результат при експериментах, проведених для одержання синтетичних замінників натурального каучуку. В США ця іграшка відома як «дурна замазка» (англ. Silly Putty).

## Характеристики
Жуйка для рук зовні схожа на пластилін або жувальну гумку великого розміру. Речовина нетоксична, не має ані запаху, ані смаку, не прилипає до рук і не брудниться.
За тривалого інтервалу часу жуйка для рук проявляє себе як рідина: якщо зліпити з нього предмет деякої форми й залишити на рівній поверхні, за деякий час речовина розтечеться. Речовина повільно протікає крізь отвори великими краплями. У короткі проміжки часу речовина поводитися як тверде тіло, наприклад, якщо з нього зробити м'ячик і вдарити об підлогу, такий м'ячик підстрибне. Речовини, що проявляють такі властивості, називають неньютонівськими рідинами.
Залежно від різних добавок, можуть бути отримані іграшки різних кольорів, зокрема такі, що світяться в темряві, змінюють колір, а також, що володіють магнітними властивостями.